# Шадиєв Шавкат Курбанович
Шавкат Курбанович Шадиєв (15 грудня 1950, місто Акташ, тепер Самаркандської області, Узбекистан) — радянський узбецький діяч, бригадир електрозварювальників Зірабулацького дослідно-експериментального заводу міста Акташ Самаркандської області Узбецької РСР. Член Центральної контрольної комісії КПРС у 1990—1991 роках.

## Життєпис
У 1970 році закінчив Кокандський автодорожній технікум.
У 1970—1971 роках — моторист Самаркандського мостобудівного управління № 18.
У 1971—1973 роках — інженер-конструктор ремонтно-механічного заводу № 2 міста Акташ Самаркандської області Узбецької РСР.
У 1973—1975 роках — інженер-конструктор Самаркандського авторемонтного заводу № 3.
У 1975—1989 роках — слюсар-складальник, електрозварювальник, інженер-конструктор, знову електрозварювальник ремонтно-механічного заводу № 2 міста Акташ Самаркандської області.
Член КПРС з 1978 року.
З 1989 року — електрозварювальник, бригадир електрозварювальників Зірабулацького дослідно-експериментального заводу міста Акташ Самаркандської області Узбецької РСР.
Подальша доля невідома.